# Жозе Мальйоа
Жозе Мальйоа (порт. José Vital Branco Malhoa; 28 квітня 1855 — 26 жовтня 1933) — португальський художник зламу ХІХ-ХХ століть, дизайнер і педагог.

## Життєпис
Народився у містечку Калдаш-да-Раїня у Центральній Португалії. У віці 12 років був влаштований у художнє училище, де виявив помітні здібності. По закінченні художньої школи подав клопотання на отримання стипендії від Академії, але юнаку з нешляхетної родини у стипендії відмовили. Відмова автоматично не надавала права на подорож за кордон, що обмежувало стажування і нові навички. Про здібного юнака знали і відмова у стипендії викликала скандал. Тоді керівництво академії приховало власну провину за рішенням того року взагалі нікому не надавати таку стипендію.
Жозе Мальйоа, що не мав статків, впав у розпач, покинув живопис і влаштувався на працю у крамницю, котрою володів його брат. Мальйоа повернувся до живопису лише через шість місяців праці у крамниці. Одну картину він надіслав на виставку у місто Мадрид і та отримала схвальні відгуки критики.
Художника, вже визнаного у Мадриді, запросили створити стінопис на стелі Королівської (державної) консерваторії у Лісабоні. Вона сподобалась і він отримав чергову замову — стінописи у Головному суді Португалії.
Жозе Мальйоа зміцнив власний авторитет створенням картин і малюнків на історичну тематику, розробляв побутовий жанр у реалістичномі і натуралістичному спрямуванні. Це були не тільки побутові сценки на ринку чи біля полів у пейзажі, а сценки з життя бідноти і навіть пьяничок (картини «Фаду», «На свято св. Мартина»), де художник сміливо розробляв як нові для місцевого живопису теми, так і сміливо використовував нові ракурси.
Серед творів цього періоду — історична картина « Васко да Гама відпливає у експедицію», що отримала визнання. Полотно отримало першу премію на конкурсі 1887 року, а через рік художник отримав від короля Португалії орден Христа. На декілька років він став портретистом королівської родини і аристократії. Він почав також працювати для католицьких храмів країни.
Художник перехідного періоду, тому працював у декількох стилістиках, на ранньому етапі — це академізм, у самостійних композиціях — це реалізм, у декотрих пейзажах наближався до техніки імпресіонізма.
Жозе Мальйоа помер у жовтні 1933 року.

## Увічнення пам'яті
В містечку Кальдас-да-Раінья відкрили музей Жозе Мальйоа.
Існує також музей художника у місті Лісабон. Будинок був вибудований 1905 року. Його придбав багатий меценат Анастасіо Гонсалвіш, колекціонер творів мистецтва і перетворив на музей 1980 року. Музей окрім картин Жозе Мальйоа має також твори мистецтва з колекції Анастасіо Гонсалвіша та живопис португальських майстрів ХІХ-ХХ століть.

## Вибрані твори, перелік
- «Фаду»
- «На свято св. Мартина»
- «Лаура Совіне», учениця художника
- «Карлос І Португальський»
- «Осінь»
- «Праля»
- «Флірт у селян»
- «Продаж булок, ринок у Фігейро»
- «Студія художника»
- «Поет Луїс Камоенс», акварель

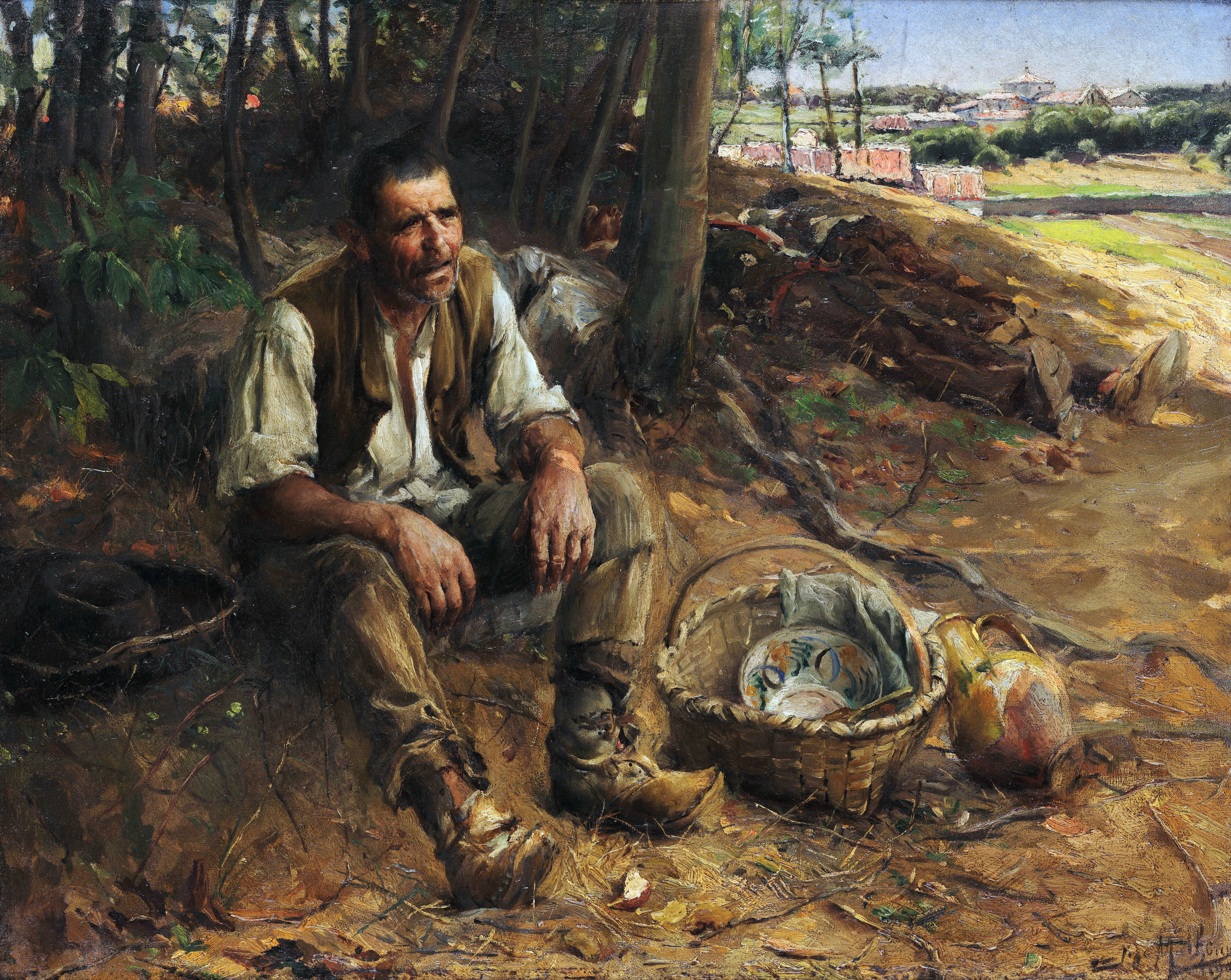
Жозе Мальйоа. « Сієста » (відпочинок селян у спекотну пору дня), 1909 р.

- «Сієста» (відпочинок селян у спекотну пору дня)
- «Повернення з поля»
- «Емігрант»
- «Кафе на курорті Плая дас Макас»

## Галерея

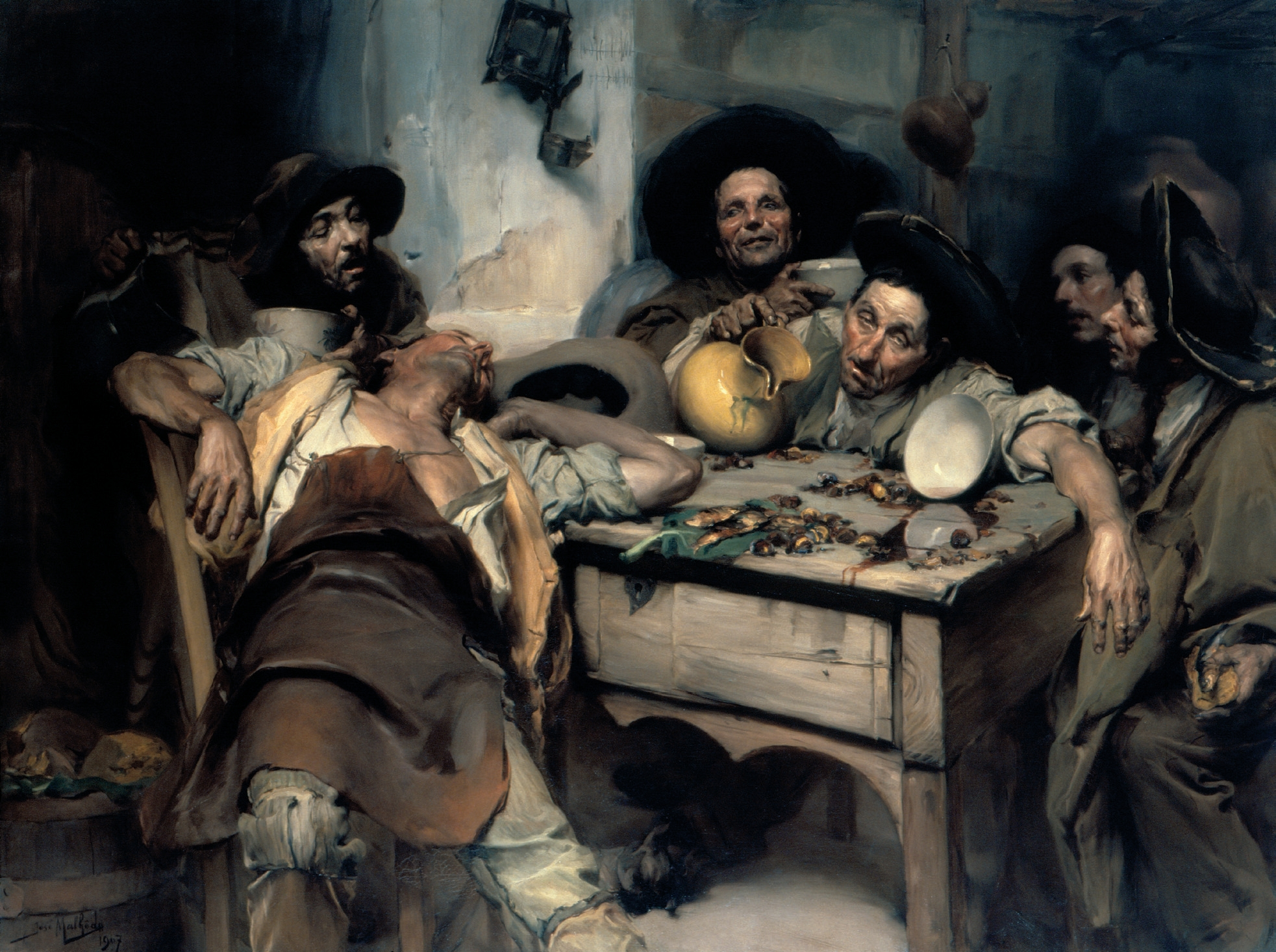
Жозе Мальйоа «На свято св. Мартина», 1907 рік.

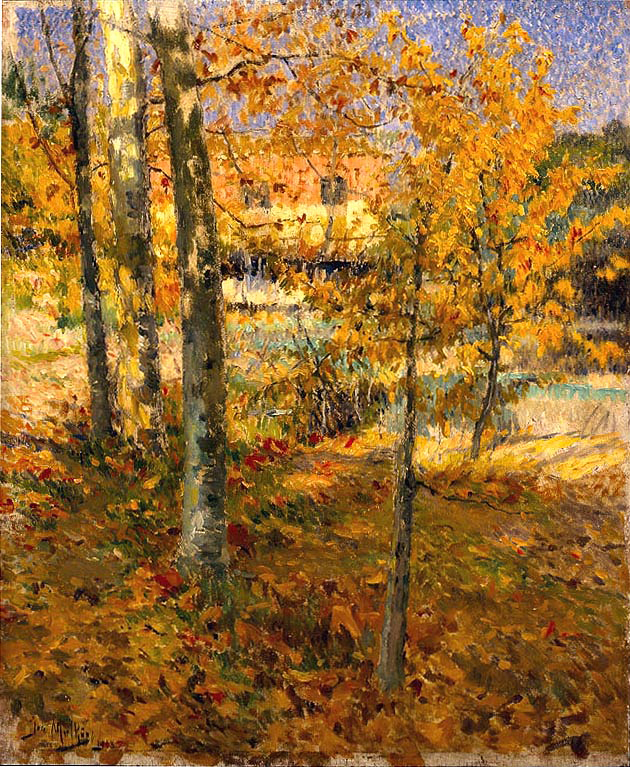
Жозе Мальйоа «Осінь»
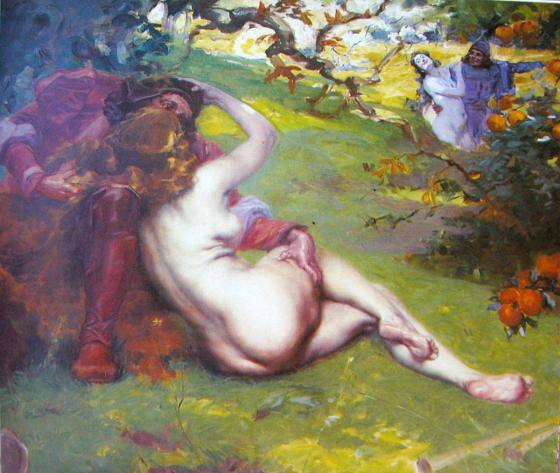
Жозе Мальйоа «Кохання» ("Ilha dos Amores"), Військовий музей (Лісабон)
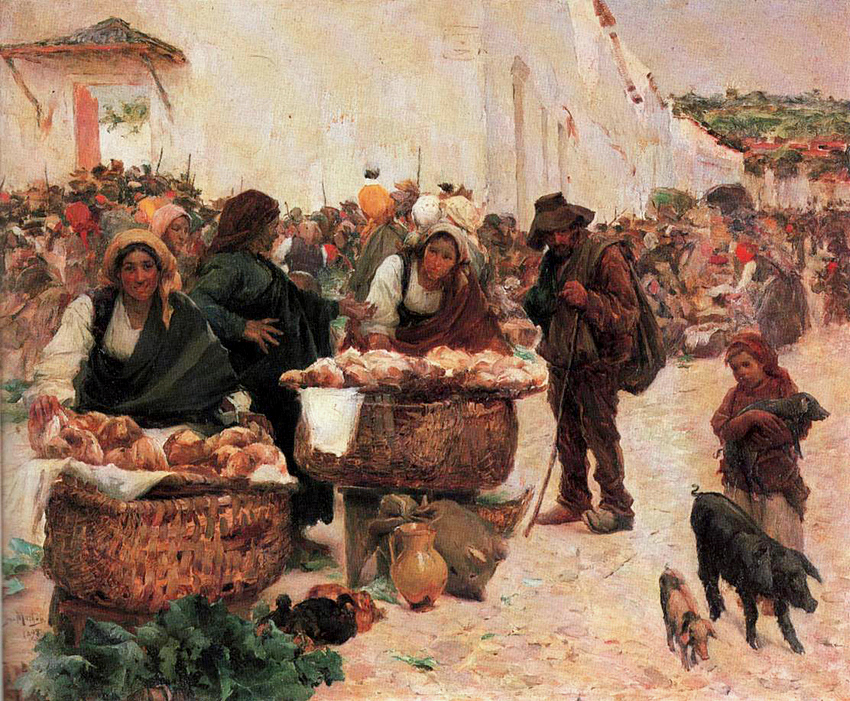
Жозе Мальйоа «Продаж булок. Ринок у Фігейро»
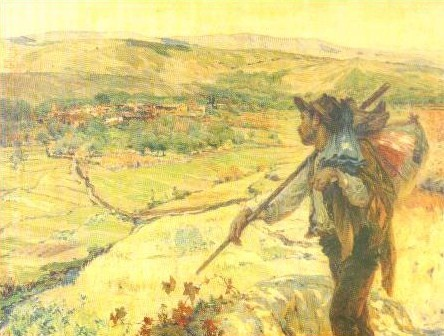
Жозе Мальйоа «Емігрант»